# Ben Chandler

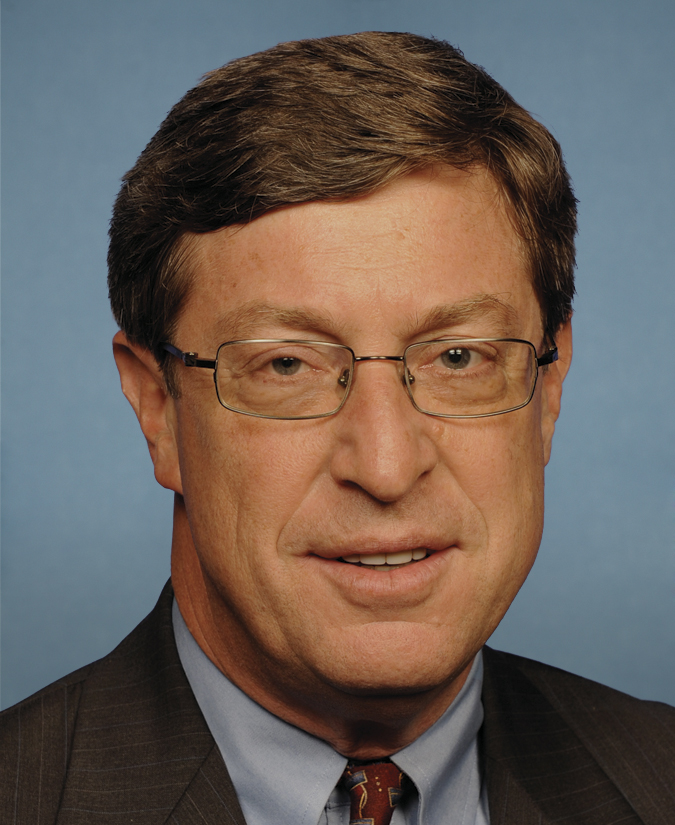
Ben Chandler (2011)

Albert Benjamin „Ben“ Chandler III. (* 12. September 1959 in Versailles, Kentucky) ist ein US-amerikanischer Politiker. Er ist Mitglied der Demokratischen Partei. Zwischen 2004 und 2013 war er als Vertreter des Bundesstaates Kentucky Abgeordneter im US-Repräsentantenhaus.
Chandler wurde als Enkel des früheren Gouverneurs von Kentucky, Happy Chandler, in Versailles geboren. Er machte seinen Bachelor of Arts und seinen Juris Doctor an der University of Kentucky. Daraufhin war er als Rechtsanwalt tätig. Seine politische Laufbahn begann Chandler 1991, als er staatlicher Rechnungsprüfer (State Auditor) Kentuckys wurde. 1995 wurde er zum Attorney General seines Staates gewählt und hatte das Amt bis 2003 inne.
2003 war er Kandidat der Demokratischen Partei für den Gouverneursposten in Kentucky, verlor jedoch gegen den Republikaner Ernie Fletcher. Fletcher gab daraufhin sein Amt als Abgeordneter des US-Repräsentantenhauses ab. In der daraufhin anberaumten Nachwahl im Februar 2004 konnte Chandler sich mit dem Sieg gegen Alice Forgy Kerr, ein Mitglied des Staatssenats, Fletchers Sitz sichern und war bis 2013 als Vertreter des sechsten Kongressdistrikts von Kentucky Mitglied des Repräsentantenhauses.
Bei den Kongresswahlen des Jahres 2008 konnte er sich gegen den Republikaner Jon Larson durchsetzen, wobei er einen Stimmenanteil von 65 Prozent erzielte. 2010 behauptete er sich äußerst knapp mit 50,1 Prozent der Stimmen gegen den republikanischen Kandidaten Andy Barr, der auf 49,9 Prozent kam. Genau 600 Stimmen trennten beide Kandidaten. Das Ergebnis wurde erst nach einer Neuauszählung offiziell. Bei der Wahl am 6. November 2012 unterlag Chandler im zweiten Aufeinandertreffen seinem erneuten Herausforderer Andy Barr mit über 11.000 Stimmen Abstand. Mitte 2013 wurde Chandler Direktor des privaten Kentucky Humanities Council und wurde als Kandidat für den Gouverneursposten seines Bundesstaates 2015 gehandelt, trat aber nicht an.
Chandler gehört der Blue Dog Coalition an, die innerhalb der Demokratischen Partei den konservativen Flügel repräsentiert.